# مرغافان (أرارات)
مدينة مرغافان (بالأرمينية:Մրգավան) (بالإنجليزية: Mrgavan)‏ هي إحدى المدن التابعة لمقاطعة أرارات في أرمينيا. يقدر عدد سكانها بـ 1982 نسمة حسب الإحصاء الذي جرى عام 2011.